# Deutsches Haus (Flensburg)
Das Deutsche Haus (niederdeutsch Düütsche Huus) ist ein Versammlungs- und Veranstaltungshaus im Zentrum von Flensburg, nahe dem Flensburger Rathaus. Das in den 1920er Jahren errichtete Gebäude gehört heute zu den Kulturdenkmalen der Flensburger Innenstadt.

## Bau und Architektur
Das Deutsche Haus wurde in den Jahren 1927 bis 1930 erbaut. Es wurde der Stadt von der deutschen Regierung geschenkt als Dank für die „deutsche Treue“ Flensburgs bei der deutsch-dänischen Volksabstimmung 1920. Damals hatte die Stadt mit großer Mehrheit für einen Verbleib bei Deutschland votiert.
Die Architekten waren Theodor Rieve und der Magistratsbaurat Paul Ziegler. Der Bau präsentiert sich in den Formen des Backsteinexpressionismus; daneben sind aber auch deutliche Anklänge an die Neue Sachlichkeit festzustellen. Eine optische Ähnlichkeit des monumentalen Gebäudes besteht zum Rathaus Wilhelmshaven, das nahezu zeitgleich in den Jahren 1928 bis 1929 entstand. Das Deutsche Haus ist also kein Zeugnis der Architektur des Nationalsozialismus, wie hin und wieder vermutet wird. Gebäude, die an die NS-Zeit erinnern, befinden sich insbesondere im Stadtteil Mürwik, wo zum Kriegsende der Sonderbereich Mürwik eingerichtet wurde.
Der ehemalige Musikpavillon des Deutschen Hauses wurde ab 1949 unter Thomas Victor Adolph zum NWDR-Studio Flensburg (ab Mitte der 1950er Jahre: NDR) umgebaut.

## Berliner Platz
Am 13. August 1964 erhielt der zugehörige Platz vor dem Deutschen Haus, der damals noch eine Grünfläche war und noch kein Parkplatz wie heutzutage, den Namen Berliner Platz. Bei der Einweihung des Platzes erklärte der Stadtpräsident Dr. Jensen, dass der Platz die Flensburger an die damaligen Verpflichtungen gegenüber den Berlinern erinnern solle. Zudem war geplant einen Berliner Bären als Mahnmal zur Treue aufzustellen. Bis dahin sollte die Fahne Berlins über den Platz wehen. Aber zur Aufstellung des Bären kam es nicht. An Stelle eines Bären wurde ein Steinrelief angefertigt, auf dem Deutschland mit den Reichsgrenzen der Weimarer Republik, also noch mit den entsprechenden Ostgebieten abgebildet war und die Stadt Berlin durch das Brandenburger Tor symbolisch dargestellt wurde. Das Treuedenkmal für Berlin, das der Flensburger Bildhauer Sörensen gefertigt hatte, wurde am 12. September 1965 enthüllt (Vgl. Berliner Meilenstein). Nach der Wiedervereinigung und der damaligen Anerkennung der neuen Grenzen, wurde die nunmehr missverständliche Tafel entfernt. Ein Berliner Bär wurde abermals nicht aufgestellt. Das alte Berlin-Mahnmal soll heutzutage auf dem städtischen Betriebshof eingelagert sein. Vom Bildhauer Hermann Sörensen steht heute aber noch im Stadtbezirk Friedheim in der Osterkoppel eine Klabautermann-Skulptur.

## Nutzung
Das Deutsche Haus besitzt einen großen Saal mit einer Bühne, in welchem große Veranstaltungen stattfinden. Am 10. April 1936 fanden hier die Norddeutschen Meisterschaften im Kunstturnen statt. Kurz darauf fand dort auch die Deutsche Turnvereinsmeisterschaft 1939 dort statt. Am 5. und 6. Mai 1956 fand erstmals im Großen Saal das Bundestreffen der heimatvertriebenen Swinemünder statt. Zeitgleich wurde Flensburg Patenstadt von Swinemünde (Vgl. Städtepatenschaft und Städtepartnerschaften Flensburgs). Es folgten weitere Treffen.
Das Deutsche Haus ist heutzutage vor allem als Kulturzentrum bekannt. Es ist unter anderem Spiel- und Aufführungsort des Schleswig-Holsteinischen Sinfonieorchesters, des Sønderjyllands Symfoniorkester und des Flensburger Bach-Chors. Im Sommer ist es auch Spielort des Schleswig-Holstein Musik Festivals. Außerdem wird im Deutschen Haus alljährlich der Neujahrsempfang der Stadt Flensburg ausgerichtet. Hierbei wird primär ebenfalls der große Saal genutzt.
Im Sommer öffnet der Biergarten, in dem sich Flensburger Fußballfans bei Welt- und Fußball-Europameisterschaften zum Public Viewing treffen. Außerdem befindet sich im kleinen Saal des Deutschen Hauses das Flensburger Programmkino 51 Stufen, in dem regelmäßig im Herbst die Flensburger Kurzfilmtage stattfinden.
Seit dem 22. März 2007 ist die Alte Bücherei des Deutschen Hauses ein Medienzentrum, in dem sich mehrere Firmen angesiedelt haben: Filmproduktion, Internetdienstleister, Werbeagentur, Broadcastingstudio, Veranstaltungsagentur sowie Softwareentwicklung.
Am 6. Februar 2014 versammeln sich die Flensburger auf dem Berliner Platz zum Oeversee-Marsch.

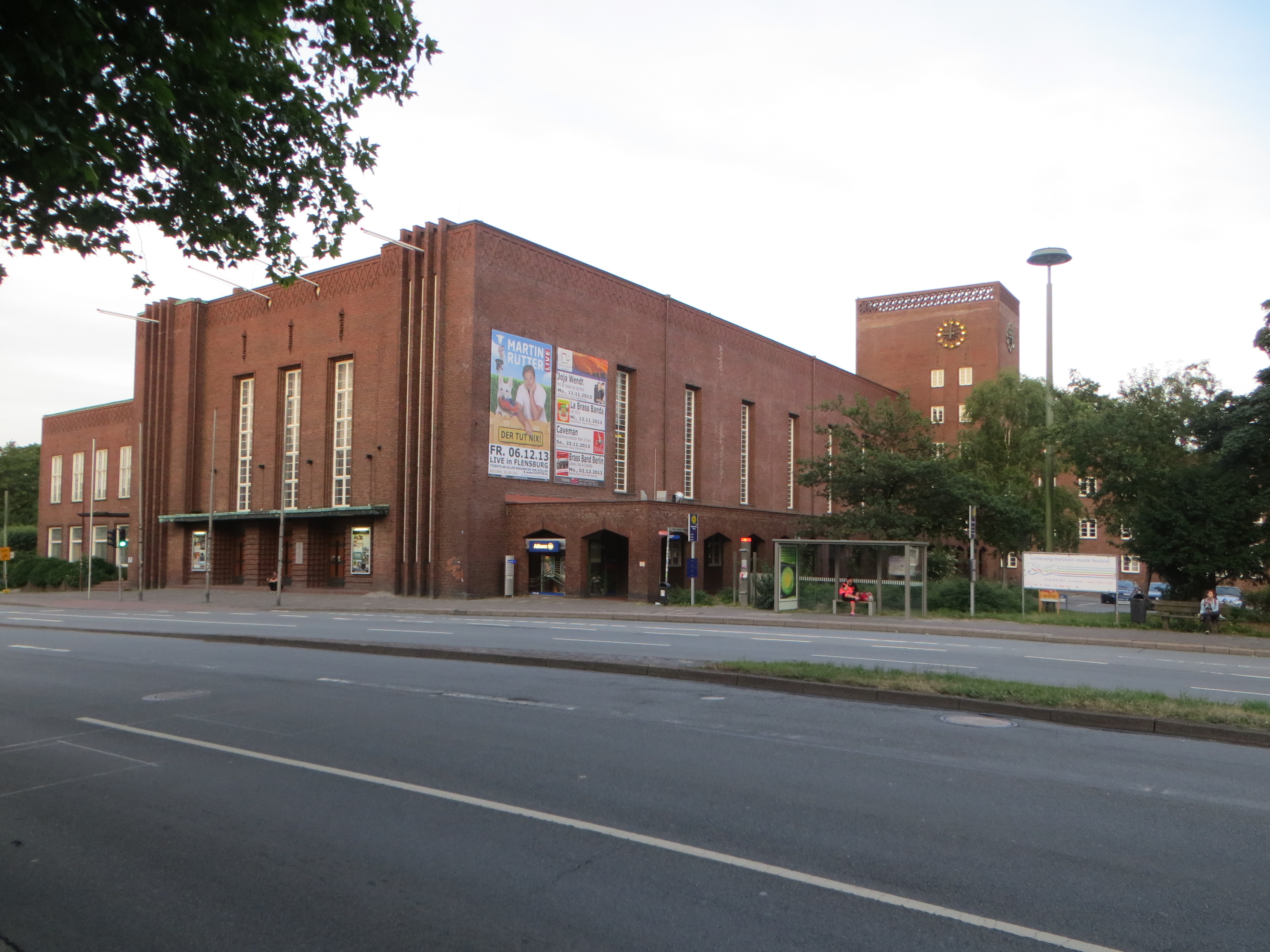
Das Deutsche Haus von der Straße aus gesehen
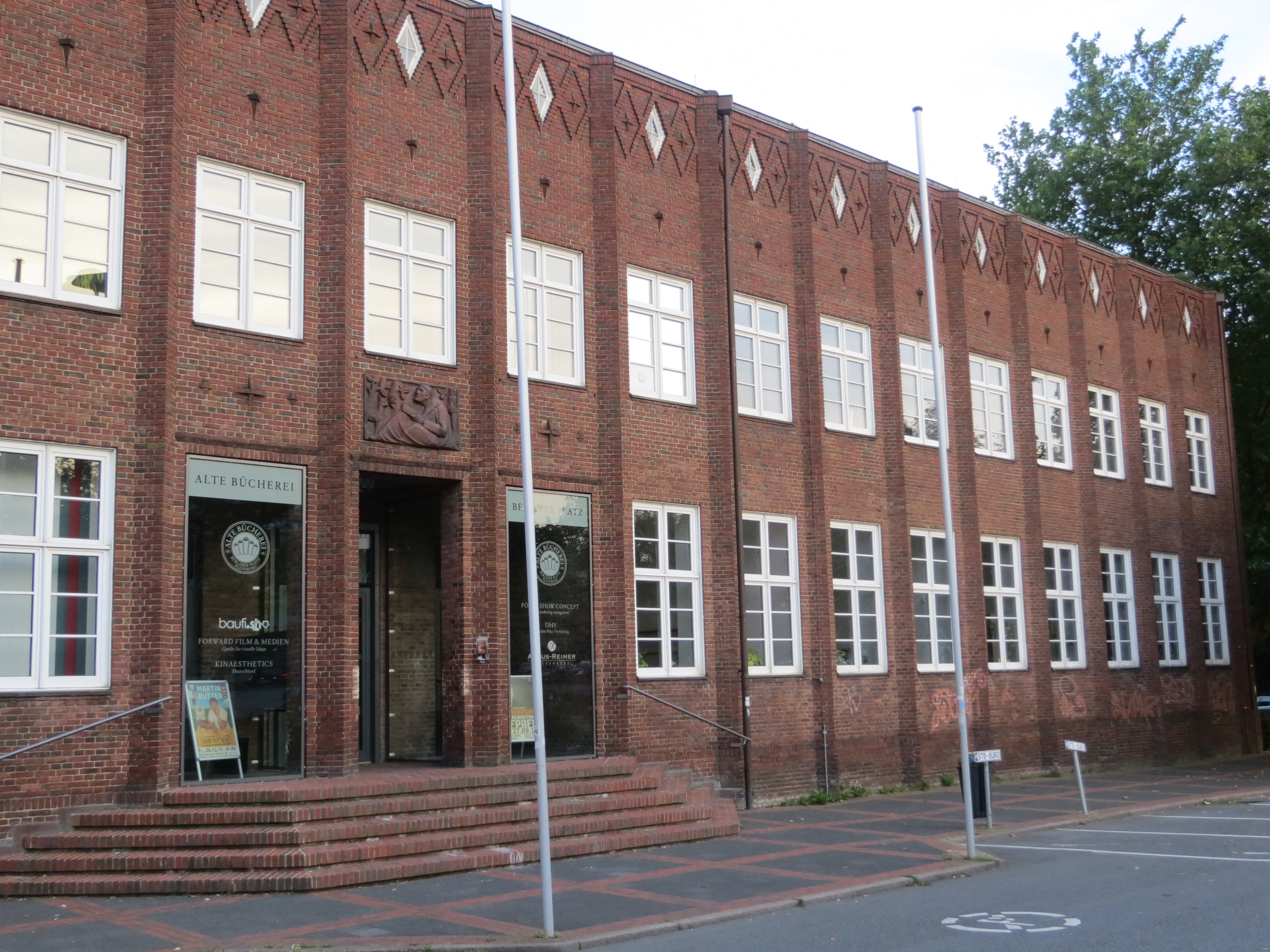
Der Büchereiflügel wo ehemals die Stadtbibliothek Flensburgs untergebracht war
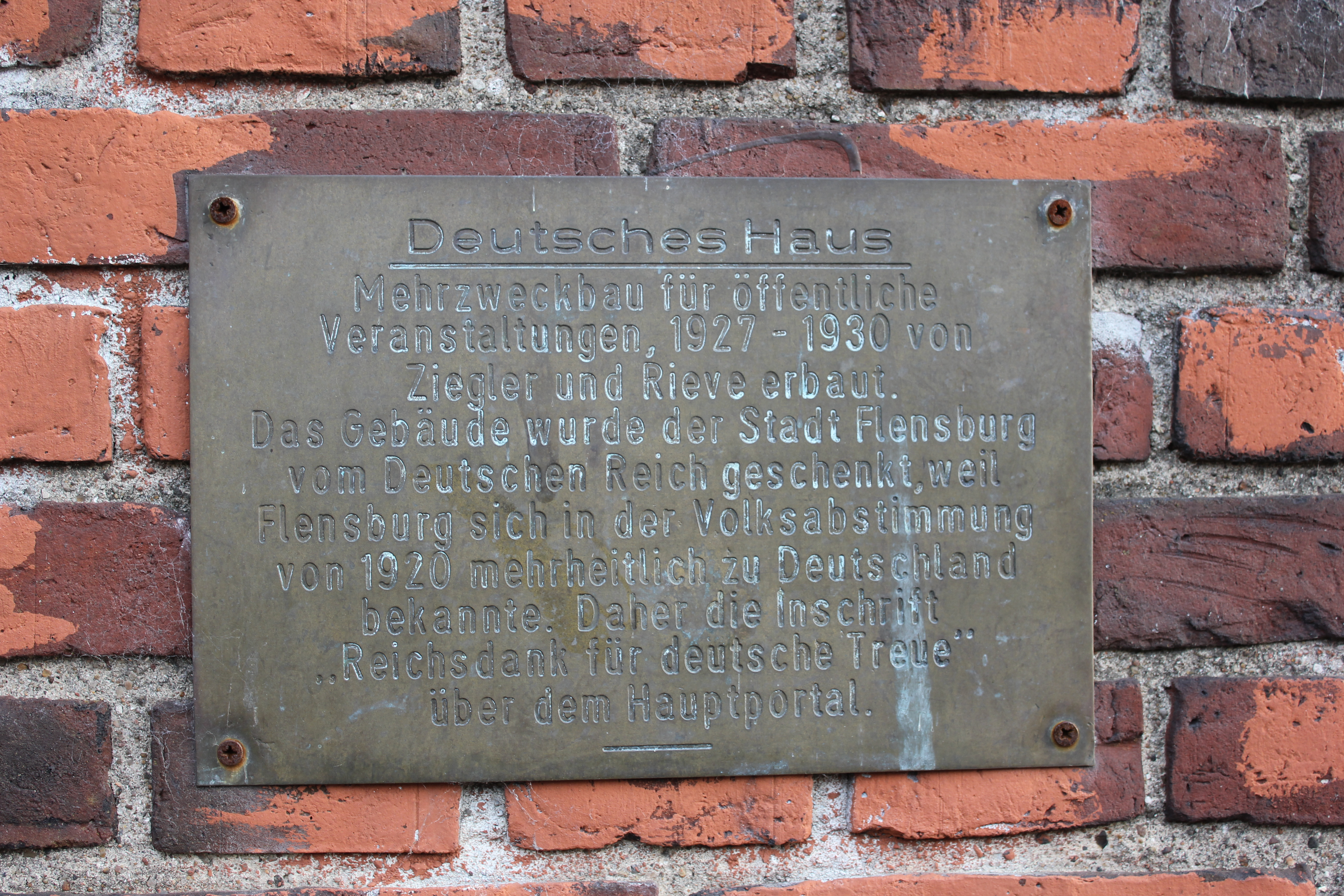
Gedenkschild am Deutschen Haus
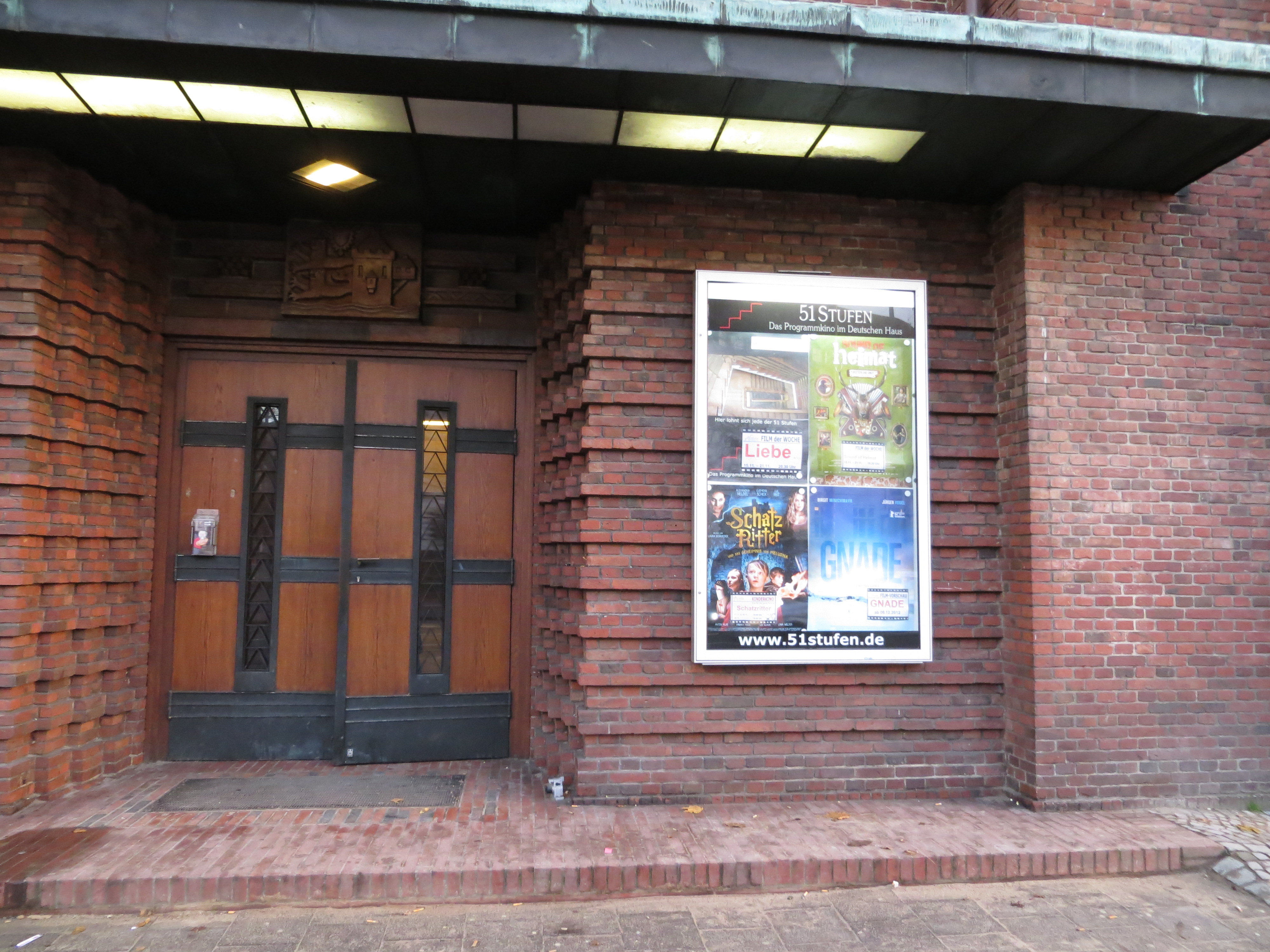
Eingang des 51 Stufen Kinos wo einmal im Jahr die Flensburger Kurzfilmtage stattfinden
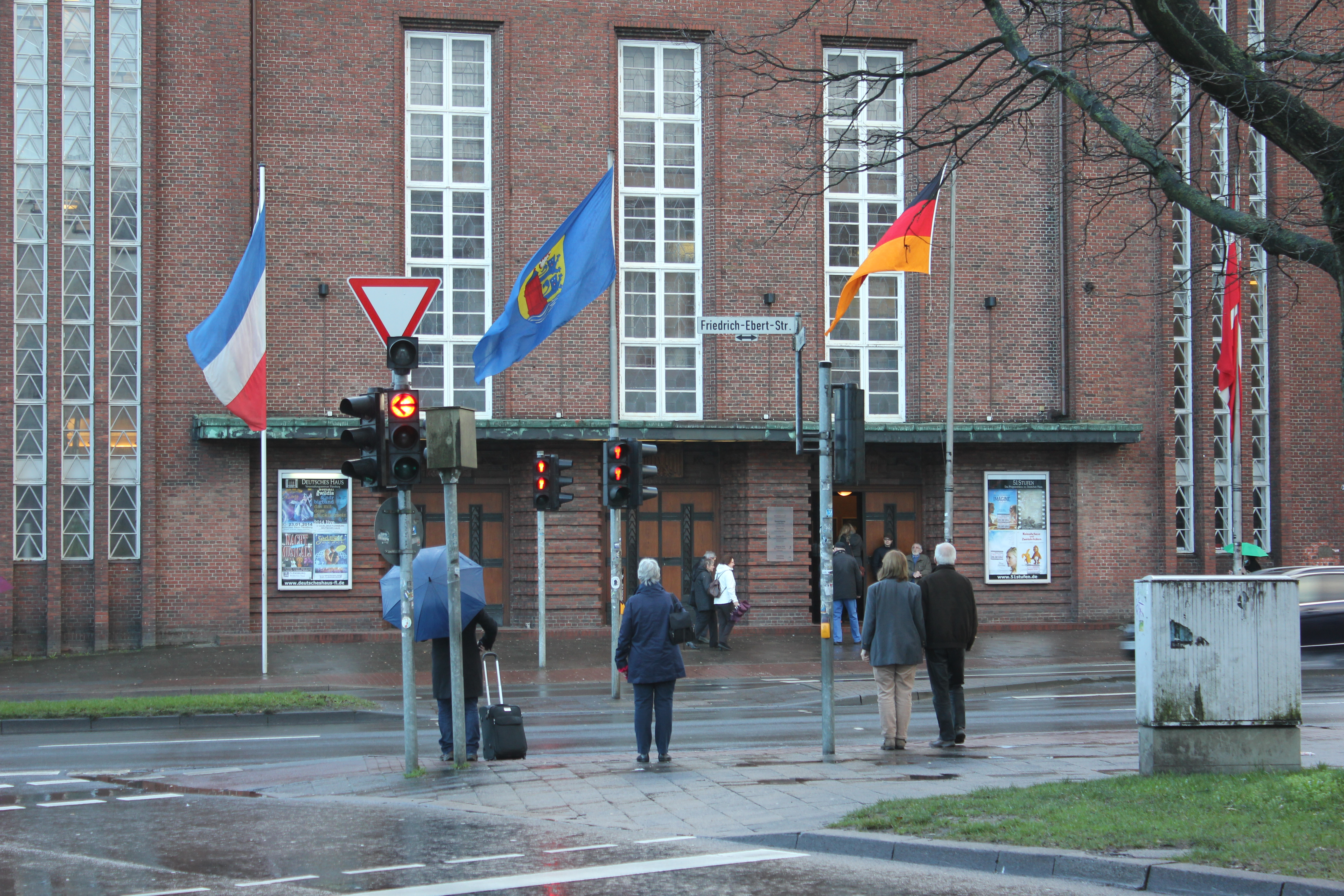
Beflaggung zum Neujahrsempfang
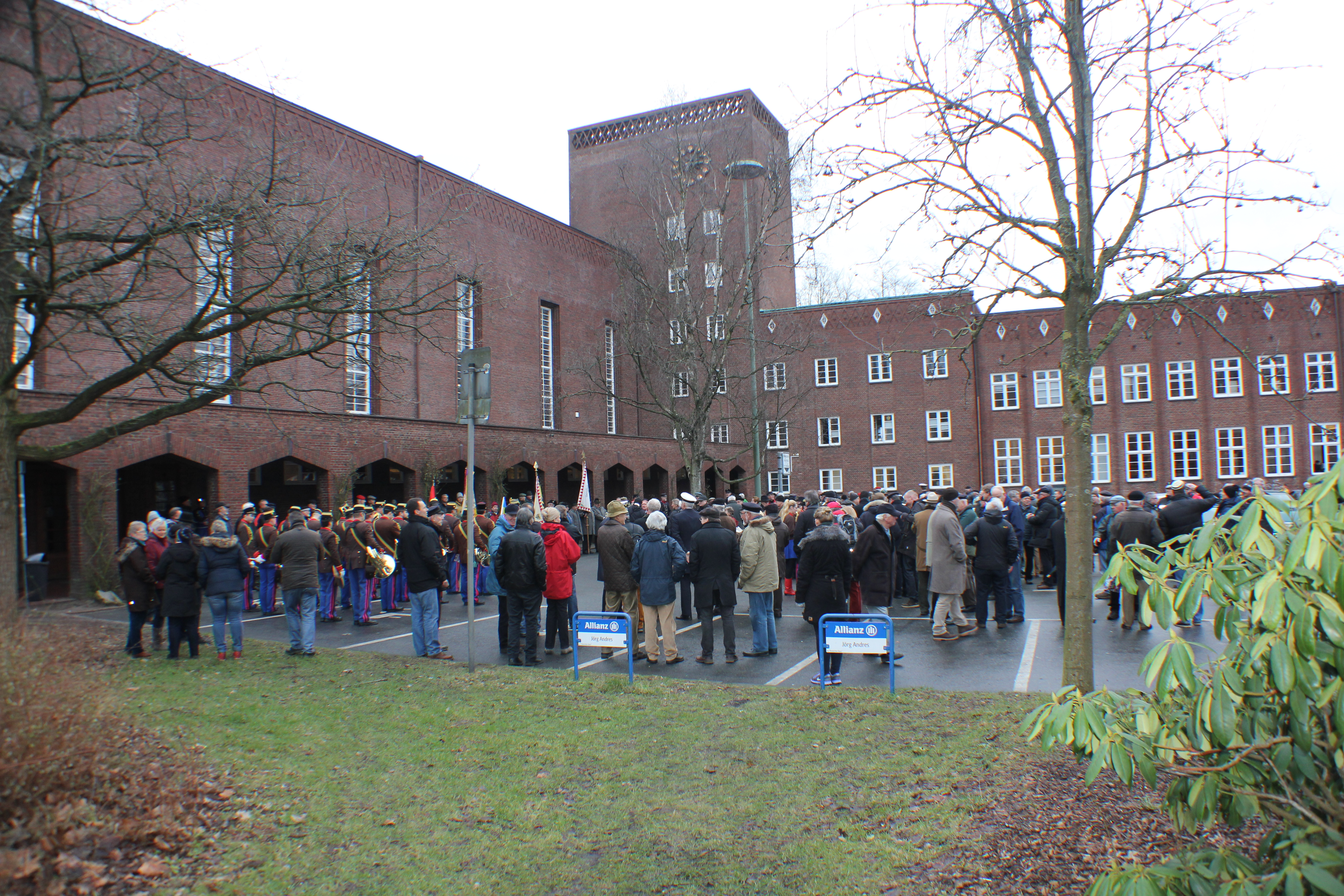
Sammeln beim Berliner Platz zum Oeversee-Marsch